# Akkermelkdistel
De akkermelkdistel (Sonchus arvensis) is een plant uit de composietenfamilie (Asteraceae). De soort groeit voornamelijk op bouw- en grasland, maar komt ook voor in de duinen. De holle stengel bevat melksap en heeft bovenaan kleverige haartjes. De akkermelkdistel wordt 30-150 cm hoog. De bladeren zijn onbehaard en hebben een blauwgroene kleur.

## Kenmerken
De bladeren zijn langwerpig, diep-veerspletig met bij de stengel aanliggende oortjes, en hebben driehoekige lobben.
De bloei is van juni tot de herfst. De bloem is goudgeel van kleur. Er zijn enkel lintbloemen aanwezig. Het hoofdje heeft een doorsnede van 4-5 cm. Het omwindsel is voorzien van gelige klierharen.
De akkermelkdistel heeft als vrucht een nootje met een witte haarkroon. Ze zijn voorzien van vijf ribben aan weerszijden en zijn dwarsgerimpeld. 
De vruchtjes van de gewone melkdistel (Sonchus oleraceus) hebben slechts drie ribben aan elke kant. Hierdoor zijn de soorten te onderscheiden. Bovendien is de akkermelkdistel een overblijvend kruid, terwijl de gewone melkdistel een- of tweejarig is.

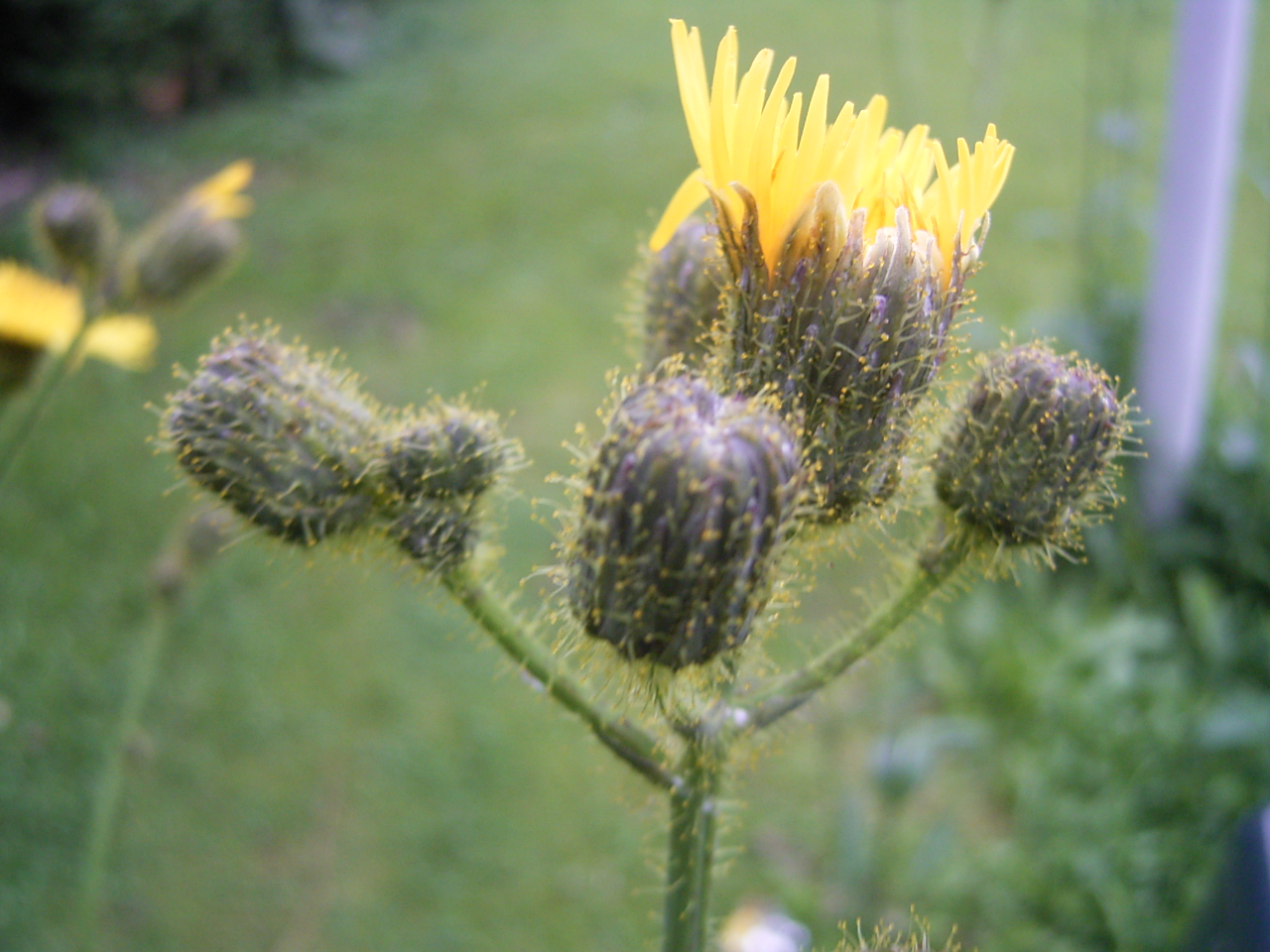
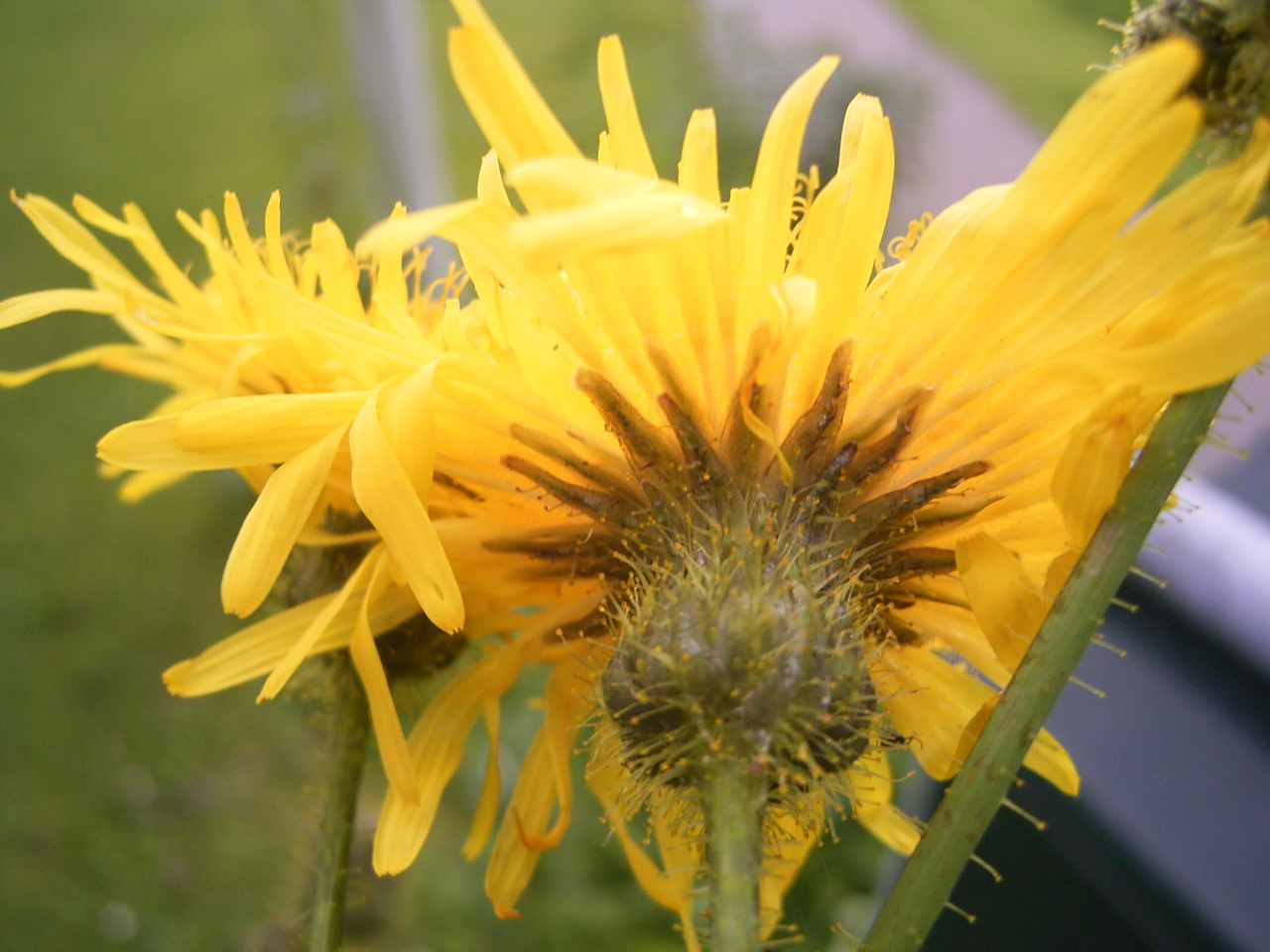
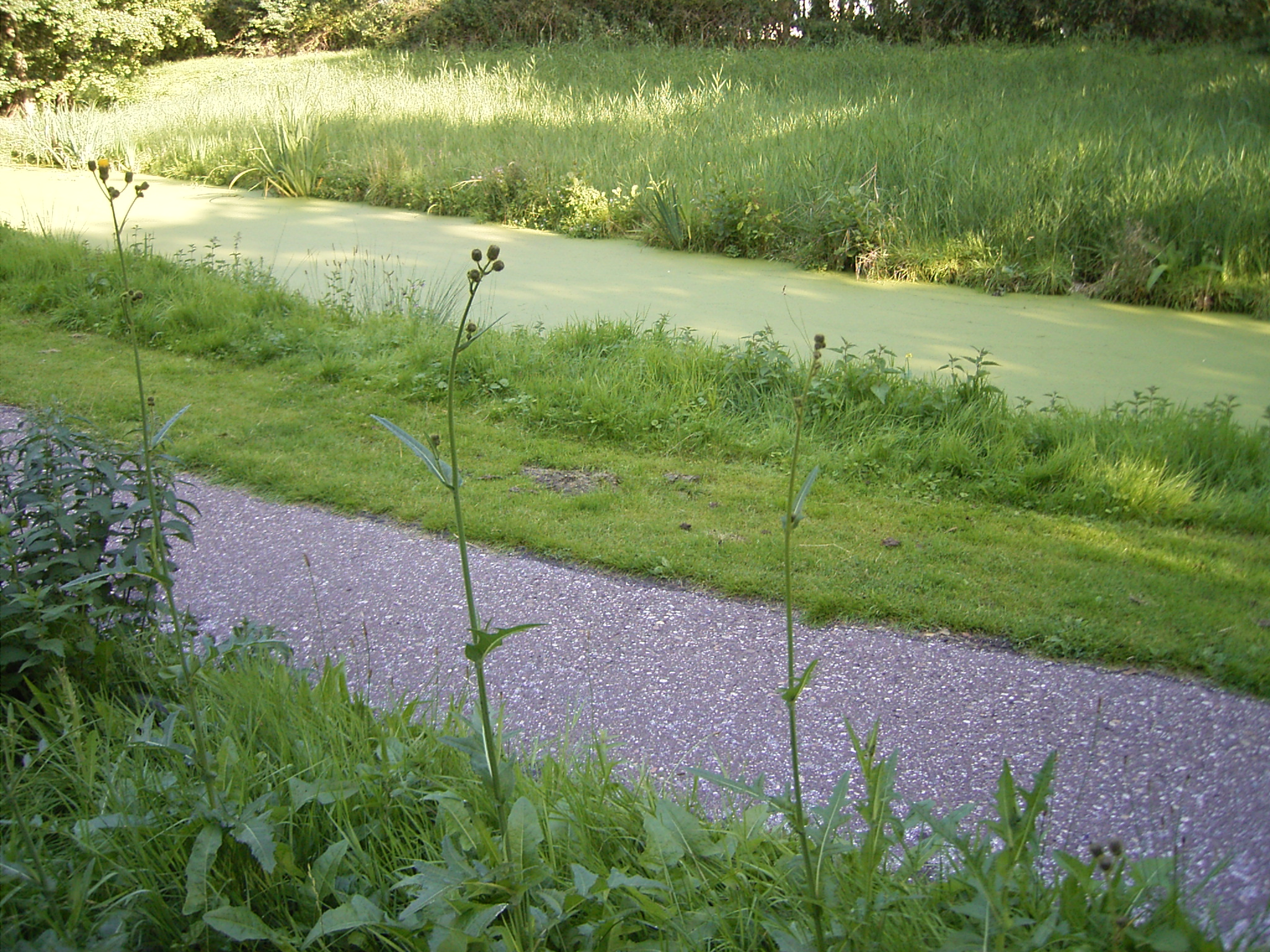